# Streets of SimCity
Streets of SimCity — відеогра-автосимулятор, створена студією Maxis, і випущена в 1997 році для Windows 95, Windows 98, Mac OS. Хоча гра формально належить до лінійки sim-ігор, сама вона не є симулятором життя, але тісно пов'язана з грою SimCity 2000, звідки можна конвертувати вже готове місто, яке у грі Streets of SimCity буде відображатися в тривимірній графіці. Це одна з небагатьох ігор студії Maxis, над розробкою якої не брав участь Вільям Райт — творець лінійки Sim. Також у грі доступний мережевий режим, де можна спільно грати ще з 7 гравцями.

## Ігровий процес
Гравець повинен управляти машиною і їздити по місту, є також можливість конвертувати готове місто з SimCity 2000, яке буде відображатися в 3D графіці. Гравець може брати участь у зйомках чотирьох телевізійних шоу, де треба роз'їжджати по вулицях і виконувати різні складні трюки. Можна також займатися доставкою піци, переслідувати злочинні угруповання і врятувати місто від вторгнення іншопланетян.

## Критика
Критик журналу GameSpot дав середню оцінку грі, з одного боку назвав її цікавою, і похвалив її за широкий вибір сценаріїв, а також за дух 70-х років, який передається через музику і навколишнє оточення. З іншого боку критик дорікнув гру за слабку графіку і зазначив, що вона була скоріше призначена для фанатів SimCity 2000, які з радістю б подивилися власне місто з нової перспективи.